# Liste der Bodendenkmäler in Lüdinghausen
Die Liste der Bodendenkmäler in Lüdinghausen enthält die denkmalgeschützten unterirdischen baulichen Anlagen, Reste oberirdischer baulicher Anlagen, Zeugnisse tierischen und pflanzlichen Lebens und paläontologischen Reste auf dem Gebiet der Stadt Lüdinghausen im Kreis Coesfeld in Nordrhein-Westfalen (Stand: 2. Januar 2020). Diese Bodendenkmäler sind in Teil B der Denkmalliste der Stadt Lüdinghausen eingetragen; Grundlage für die Aufnahme ist das Denkmalschutzgesetz Nordrhein-Westfalen (DSchG NRW).
| Bild | Bezeichnung                                                 | Lage                                                                  | Beschreibung | Bauzeit | Eingetragen seit | Denkmal- nummer |
| ---- | ----------------------------------------------------------- | --------------------------------------------------------------------- | ------------ | ------- | ---------------- | --------------- |
|      | Landwehrteilstück Nr. 4110 - 19a                            | Berenbrock                                                            |              |         | 16.09.1986       | B-001           |
|      | Landwehrteilstück Nr. 4110 - 19b                            | Ondrup                                                                |              |         | 16.09.1986       | B-002           |
|      | Landwehrteilstück Nr. 4110 - 19c                            | Ondrup                                                                |              |         | 16.09.1986       | B-003           |
|      | Landwehrteilstück Nr. 4110 - 19d                            | Ondrup                                                                |              |         | 16.09.1986       | B-004           |
|      | Landwehrteilstück Nr. 4110 - 19e                            | Ondrup                                                                |              |         | 16.09.1986       | B-005           |
|      | Pastorat St. Felizitas Nr. 4210 - 93                        | Mühlenstraße 7                                                        |              |         | 06.03.1989       | B-006           |
|      | Kirchplatz St. Felizitas                                    | Mühlenstraße 7                                                        |              |         | 03.04.1989       | B-007           |
|      | Stadtbefestigung a) Bereich Nord, Nr. 4210 - 92a            | u.a.                                                                  |              |         | 10.04.1989       | B-008           |
|      | Stadtbefestigung f) Teilbereich Wolfsbergtor Nr. 4210 - 92f | Wolfsberger Straße                                                    |              |         | 05.07.1989       | B-009           |
|      | Burg Wolfsberg, Mkz. 4210 - 90                              |                                                                       |              |         | 09.07.1992       | B-010           |
|      | Landwehrteilstück Nr. 4110 - 20b                            | Bechtrup                                                              |              |         | 28.12.1993       | B-011           |
|      | Landwehrteilstück Nr. 4110 - 20c                            | Aldenhövel                                                            |              |         | 28.12.1993       | B-012           |
|      | Stadtbefestigung c) Bereich Ost, Nr. 4210 - 92c             | Münsterstraße, Münstergasse, Blaufärbergasse, Wallgasse, Mühlenstraße |              |         | 15.01.1996       | B-013           |
|      | Burg Lüdinghausen, Mkz. 4210 - 88                           |                                                                       |              |         | 15.10.1996       | B-014           |